# Terana caerulea
Terana caerulea (Lam.) Kuntze (синоним Pulcherricium caeruleum (Lam.) Parmasto) е вид гъба от семейство Phanerochaetaceae.

## Наименования
В България няма специално име.
- на английски – Cobalt crust („кобалтова кора“)
- на немски – Blauer Rindenpilz („гъба синя кора“)

## Описание
Расте върху мъртви клони на широколистни дървета. Плодните тела са ресупинатни и обикновено се разполагат по долната повърхност. Открива се целогодишно.